# Xymalos monospora
Xymalos monospora är en tvåhjärtbladig växtart som först beskrevs av Harvey, och fick sitt nu gällande namn av Louis Antoine François Baillon. Xymalos monospora ingår i släktet Xymalos och familjen Monimiaceae. Inga underarter finns listade i Catalogue of Life.